# ネイチャー・トレイル
ネイチャー・トレイルとは自然の小径(トレイル, 英:trail)を、自然の中を自分のペースでのんびりと歩きながら自然を満喫できるよう、散策コースを設定し、案内板や樹名板・ガイドブックなどを利用して手軽に自然に触れあえることができる散策および散策路づくりのこと。
トレイル（trail）とは、引きずった跡、通った跡、痕跡、 船跡や航跡などを表し、そこから自然の中にできた道筋より「自然歩道」や「登山道」を意味する言葉を表すことになる。また、その「自然歩道を歩いて旅をする」という動詞の意味としても使われる。
長距離にわたって歩くことができる道・道旅はロングトレイルと呼ばれ、これはアメリカやヨーロッパなどでは根強い人気をもったスポーツになっている。近年日本でもこのトレイルがブームになりつつある。

## Educational trail

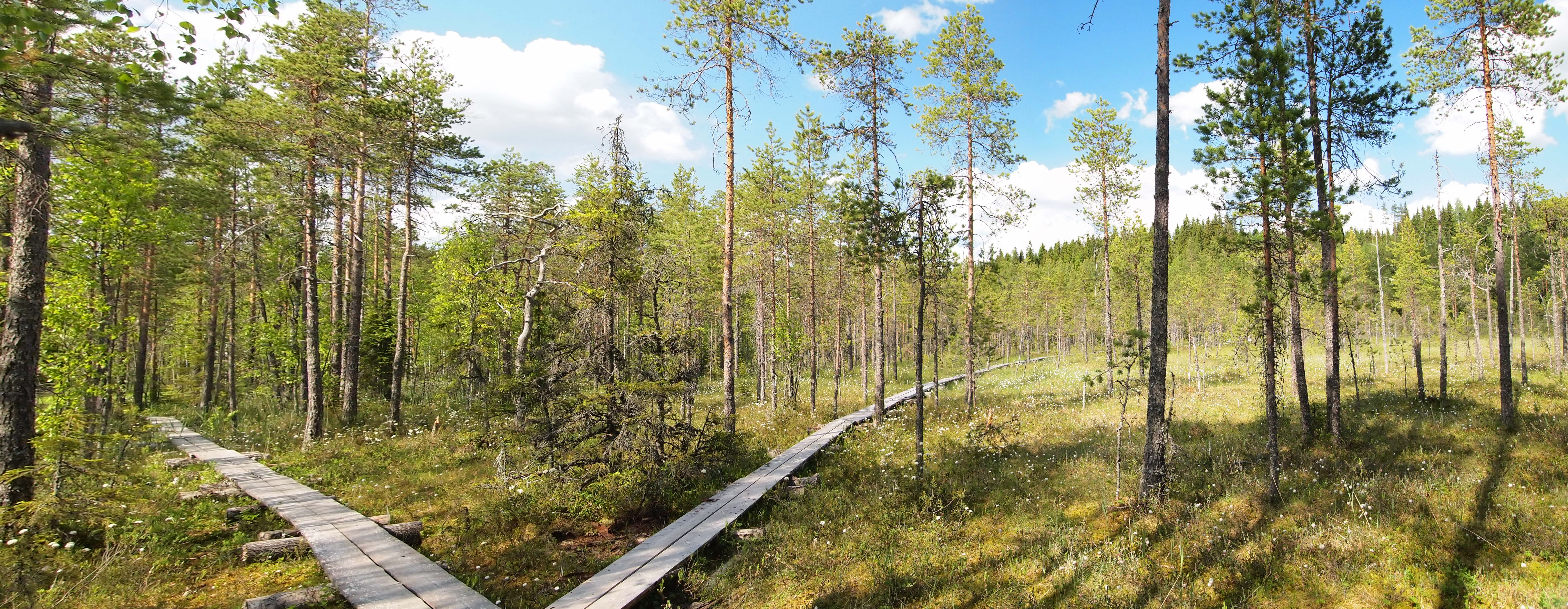
フィンランド中部の ユヴァスキュラにあるNyröläの自然トレイル

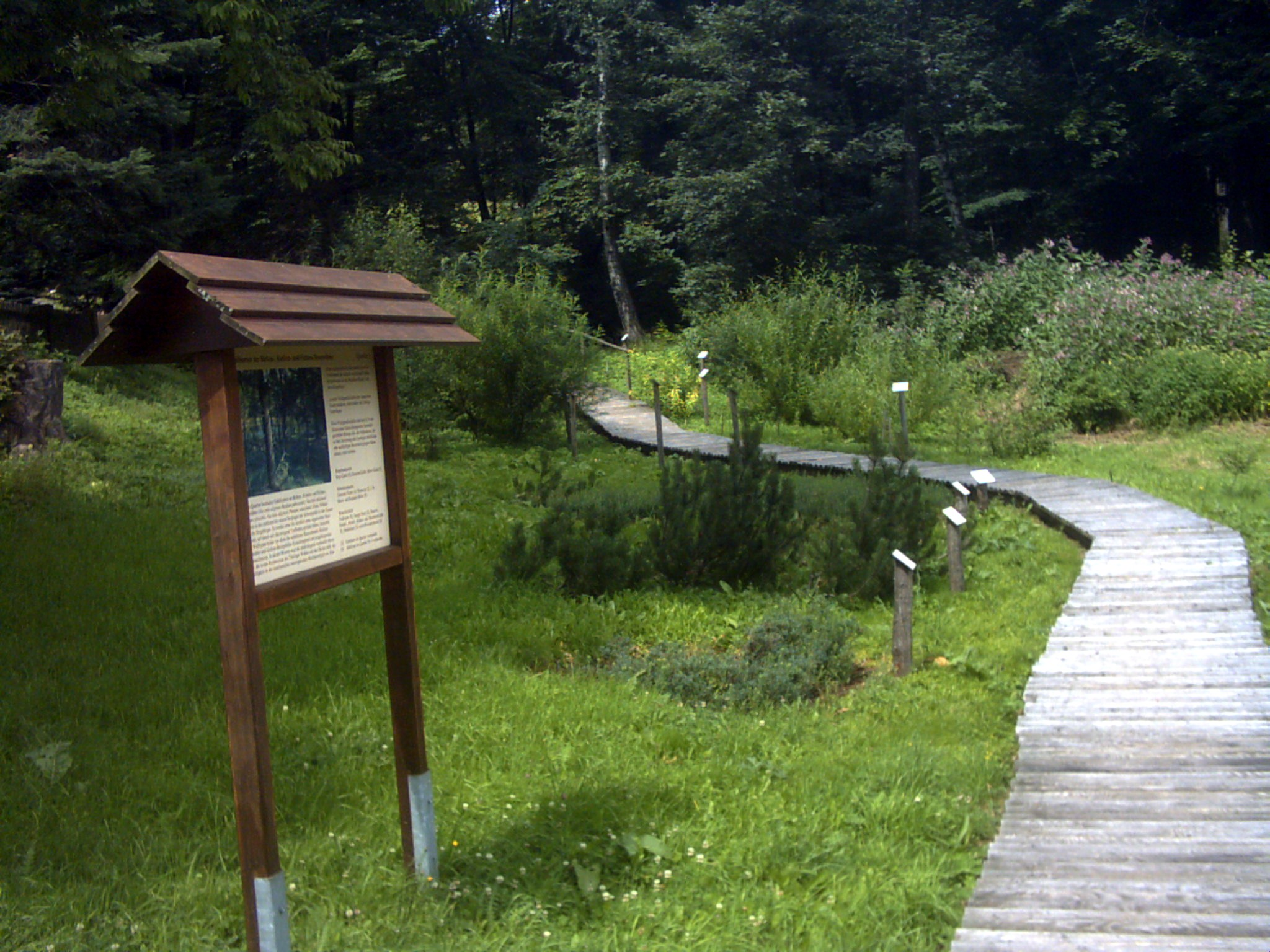
スイス/ドイツ Bärenfels、Saxonの自然トレイル

地域単位のネイチャートレイルにおいては、自然や植物散策に限らず、地域の歴史や文化などの名所・みどころをめぐることのできるルートまでをも設定し、地域の自然と文化を同時に満喫できるようにすることもあり、アメリカやヨーロッパなどではw:Educational trailとして親しまれている。
educational trail（また時にはeducational path),ネイチャー・トレイル（自然散策）もしくはネイチャー・ウォーク（自然散歩）は、田園地帯の踏破のために特別に開発整備されたハイキングコースつまりは歩道であり、そこには自然と技術、もしくは文化的興味を持たせるチェックポイントや見学地点が設けられている。これらは利用者に動植物から土壌科学、地質学、鉱物学、生態学そして文化史などの情報を伝える。より幅広く間隔を置いて配置された自然の現象もしくは構造を結びつける長いコースは、テーマのコースまたはパスと呼ばれることがある。
各地点に布置されている物事を明確に説明するため、トレイルの目的に合わせ通常ではディスプレイボードやその他の展示物が建てられている。ほかに情報ボードに写真、地図やプラン、ディスプレイケースとモデル、スライド、サウンドやマルチメディア機器、実験を可能にする施設などがこれに該当している。 ルートは定期的に維持管理される。
テーマ性の高い啓蒙用のコースは「テーマパス」、「テーマコース」、「テーマルート」などと呼ばれることもあるが、テーマに沿って特別な名称が付けられる場合があり、例としてはウェールズ山動物園コース、アングレザークウッドランドコース、チェシャーライン鉄道、グレートハーウッド自然トレイル、アーウェル彫刻トレイル、ソルトヒルクアリー地質トレイル、野生動物保全トレイル
などがある。このようなコースの目的は体験知識を豊富にすることであり、時には観光やレクリエーションを通して環境意識の向上につなげることである。多くの場合各地点のステーションでは自然を体験する想像力豊かでインタラクティブな方法を提供している。 場合によっては、エキスパートガイド付きのガイド付きツアーも利用できうる。

### 特殊なタイプ
さらに、惑星の距離と大きさを明確にする惑星の軌跡や、芸術的なテーマのある彫刻の軌跡もあります。